# ZX80
Sinclair ZX80 — домашний персональный компьютер, выпущенный на рынок в 1980 году компанией Sinclair Research (Кембридж, Англия). Это был первый компьютер, доступный в Великобритании по цене ниже 100 фунтов (точнее, цена была установлена в 99,95 фунта). Модель была доступна как в виде набора для сборки, покупатель которого должен был сам собрать и спаять компоненты, так и в виде готового компьютера, по несколько большей цене, для тех, кто не обладал необходимыми навыками или не хотел собирать модель сам. ZX80 быстро стал очень популярен, в первое время после начала продаж желающим купить компьютер приходилось записываться в очередь и ждать несколько месяцев.
Продажи ZX80 достигли 50 000 экземпляров — значительное число для того времени.

## Описание
Компьютер был спроектирован Джимом Вествудом (Jim Westwood) на базе процессора Z80, работающего на частоте 3,25 МГц, и оснащён 1 КБ статического ОЗУ и 4 КБ ПЗУ. Компьютер не поддерживал вывод звука. В схеме использовались массово доступные ТТЛ-микросхемы. Следующая модель, ZX81 позволила сократить число микросхем с 21 до 4 за счет использования заказной микросхемы ULA. В ПЗУ был зашит язык программирования Sinclair BASIC, редактор для него и операционная система. Бейсик-команды не вводились посимвольно, вместо этого команды выбирались нажатием одной клавиши, как на инженерном калькуляторе; каждой клавише был сопоставлен набор значений, которые выбирались в зависимости от нескольких клавиш-регистров.
В качестве дисплея использовался бытовой телевизор, компьютер подключался к нему через антенное гнездо; постоянной памятью служил бытовой кассетный магнитофон. Схема для генерации видеосигнала была сильно упрощена за счёт нестандартного использования процессора. В результате этого, ZX80 мог показывать картинку только когда был не занят выполнением программы пользователя, то есть тогда когда ждал нажатия клавиши. При запуске Бейсик-программы или даже при нажатии клавиши дисплей моментально гас до тех пор пока процессор вновь не освободится. Это сильно усложняло работу с графикой, поскольку программа должна была предусматривать паузы с ожиданием ввода просто для того чтобы показать очередной экран. Позже в ZX81 эта проблема была частично решена возможностью работы в «медленном» режиме, когда видеосигнал генерируется, и в «быстром» режиме когда видеосигнал не выдаётся (обычно при длительных вычислениях). Другая проблема состояла в том, что основная память и память экрана были совмещены, и чем больше места занимала программа, тем меньше памяти оставалось для вывода текста (и наоборот). При наличии 1 КБ ОЗУ запуск программы длиной 990 байт позволял отображать только одну строку символов на экране. При использовании всего экрана (32×24 символов) для программы оставалось всего 384 байта.
Компьютер поддерживал только вывод черно-белого текста. Однако набор символов содержал псевдографические символы, позволявшие показывать примитивную графику.
С появлением ZX81 для ZX80 стало доступно обновление, включающее чип 8 КБ ПЗУ от ZX81, плёнку для клавиатуры с новыми обозначениями и инструкцию для ZX81; обновление стоило около 20 % от стоимости полноценного ZX81. Достаточно было снять крышку ZX80, достать старое ПЗУ из разъёма, осторожно вставить микросхему нового ПЗУ и накрыть клавиатуру новой плёнкой, после чего ZX80 становился по функциональности почти таким же как ZX81, за исключением «медленного» режима, который нельзя было добавить без аппаратных переделок. Процесс обновления можно было провести и в обратную сторону, вернув исходную функциональность ZX80.
ZX80 был основан на микросхемах ТТЛ, новый же ZX81 был построен на заказной микросхеме (ULA), но это различие относилось лишь к способу реализации схемы — схемотехника и системные программы (кроме различий в версиях Sinclair BASIC) были очень похожи, с единственным существенным различием в генераторе немаскируемых прерываний, который использовался для «медленного» режима в ZX81.
Sinclair также производил блоки расширения памяти ZX80; сначала ZX80 RAM Pack содержал 1, 2 или 3 КБ на основе статической памяти, последняя модель содержала 16 КБ динамического ОЗУ (DRAM).
Машина была помещена в тонкий пластиковый корпус с цельной мембранной клавиатурой в передней части; свои отличительные черты он получил от промышленного дизайнера Рика Дикинсона (Rick Dickinson). Были некоторые проблемы с долговечностью, надёжностью и перегревом. Хотя, возможно, модель и была в чём-то «топорной», но она была действительно инновационной и стала началом эпохи домашних компьютеров 1980-х в Великобритании и Новой Зеландии. Последователями этой модели стал ряд других машин Sinclair, включая Sinclair ZX81 и весьма успешный ZX Spectrum.